# 印度水資源
印度水資源（英語：water resources in India）包括有關該國的降水、地表水和地下水儲存，以及水力發電潛力的資訊。印度整體每年的平均降水量為1,170毫米（46英吋），等於每年有約4,000立方公里（960立方英里）的降水，平均每人每年可分配到約1,720立方公尺（61,000立方英尺）的淡水資源。印度人口佔世界人口的18%，水資源數量約佔全球的4%。該國提議中的印度河流互聯計畫是解決該國水問題的方案之一。印度大約有80%的地區每年降水量達到750毫米（30英吋）或是更高。然而這種降水在時間和地域分佈上並不均勻 - 大部分發生在季風季節（每年6月至9月），東北部和北部的降水量遠高於西部和南部的。除降水外，冬季過後在喜馬拉雅山脈上的積雪融化也為該國北部河流提供不同程度的水源。而該國南部河流在一年中有較大的流量變化。對於喜馬拉雅山脈山麓地區而言，會在某些月份發生洪水，而在其他月份則出現缺水的情況。雖然印度有分佈廣泛的河流系統，但各地仍缺乏安全清潔飲用水以及可持續的農業灌溉用水，部分原因是印度迄今僅利用到該國一小部分可用及可循環的地表水資源。 印度在2010年僅利用其可用水資源的20%，約為761立方公里，其中部分由過度抽取地下水來供應。印度從河流和水井抽取的水中，約有688立方公里（165立方英里）用於農業灌溉，56立方公里（13立方英里）用於市政和飲用水，17立方公里（4.1 立方英里）用於工業製程。
印度大片地區位於熱帶，由於高溫和陽光充沛，全年都有利於農業經營，導致耕地水分蒸發散量大。若要維持穩定的農業生產，必須確保有足夠的水源來為土壤補充水分。雖然該國的整體水資源看似能滿足所有的需求，但因水資源在時空上分佈不均，而造成供水缺口，必須依靠將該國大部分河流互聯後才有可能彌補。河流在滿足環境/土壤鹽分輸出的需求後，有高達1,200億立方公尺的水資源流入海，並未受充分利用。印度的糧食安全可先透過實現水安全來達成，而水安全又需要能源安全來提供電力，以滿足河流互聯所需的驅動水泵所需電力。
在花費長時間才能取得成果的集中式大型調水項目之前，有種更便宜的省水選擇 - 在耕地上裝置廣泛的遮陽網，以便全年能有效利用當地可用的水源。植物代謝所需的水量不到消耗總水量的2%，其餘98%皆用於蒸散作用以降低溫度。利用遮陽網或塑膠大棚，可將過多的陽光阻擋在農地之外，減少潛在蒸散量，為作物提供更佳的生長環境。

印度各地平均年度降雨量。

印度河流，及容易發生水災的地區（圖中藍色部分）。

## 乾旱、洪水和飲用水短缺
印度的降水模式在空間分布上和月份之間變化很大。印度的大部分降水（約85%）經由夏季西南季風將水氣帶入喜馬拉雅山區，並在恆河-布拉馬普特拉河-梅克納河三大流域的盆地降下。印度東北地區的降水量比西北、西部和南部地區超過甚多。年度季風發生的不確定性，有時會導致長期乾旱，也有季節性和年度降水量的波動，成為該國面臨的嚴重問題。由於地區性缺水或水質不良，該國有大片地區不適於農業經營。由於乾旱和洪水輪流肆虐，讓該國，特別是西部和南部地區的水資源供應極不穩定，造成嚴重的經濟損失，並導致貧困農民和農村居民的生活更加困頓。有些地區過度依賴不穩定的降雨，加上灌溉用水供應不足，導致農作物經常歉收，許多農民因生計無著而走會上自殺之路。即使在雨季，部分地區仍面臨飲用水短缺的困境。而過多的降雨又會引發洪水，造成農田淹沒，加劇農民的苦難。

## 儲存地表水與地下水
印度目前僅儲存其年降水量的6%，即2,530億立方公尺（8.9×1012立方英尺），而已開發國家在乾旱河流域的儲水量可達年降水量的250%，這對印度的農業、工業和民生都帶來極大的挑戰。印度也過度依賴抽取地下水，建有2,000萬口抽水井，供應的農地面積佔比達到50%以上。印度已興建近5,000座大中型水壩、攔河壩等來蓄積河水，加強地下水補給。該國重要的水壩（59座）總容水量達1,700億立方公尺（6.0×1012立方英尺）。印度約15%的糧食是利用開採地下水資源（有迅速枯竭之虞）所生產。 而地下水資源的有限性最終將迫使該國回過頭來更加依賴地表水。
印度並不缺水，但印度的水卻在未充分發揮其效益的情況下流向國境之外。興建水庫需要大面積的土地，而土地徵收、補償、人民安置等費用高昂，使得水庫建設成本居高不下。為創造足夠的蓄水能力，在河口三角洲附近興建淡水海岸水庫則不會產生徵收土地和森林淹沒等問題，是種適合的選項。

## 水力發電潛力
印度的河流從源頭山脈（喜馬拉雅山脈、西高止山脈、阿拉瓦利山脈、溫迪亞山脈、東高止山脈等）流下，在受汲取利用或流入大海之前，具有相當好的水力發電潛力。發電潛力根據技術發展（包括替代能源、優先事項和限制）而不斷變化。透過建造與沿海淡水水庫相關的堤防運河，利用水資源滿足各種需求，同時也能創造具經濟性的抽水蓄能發電潛力。
印度水力發電的裝置容量排名全球第五。印度在經濟上有開發價值，且技術上可行的水力發電潛力估計為148,701MW（百萬瓦）。另有可供開發的小型水力發電項目（估計發電量為6,780MW）。還有可開發的56個抽水蓄能電站工程地點，估計裝置容量為94,000MW。

## 河流
印度的主要河流有：

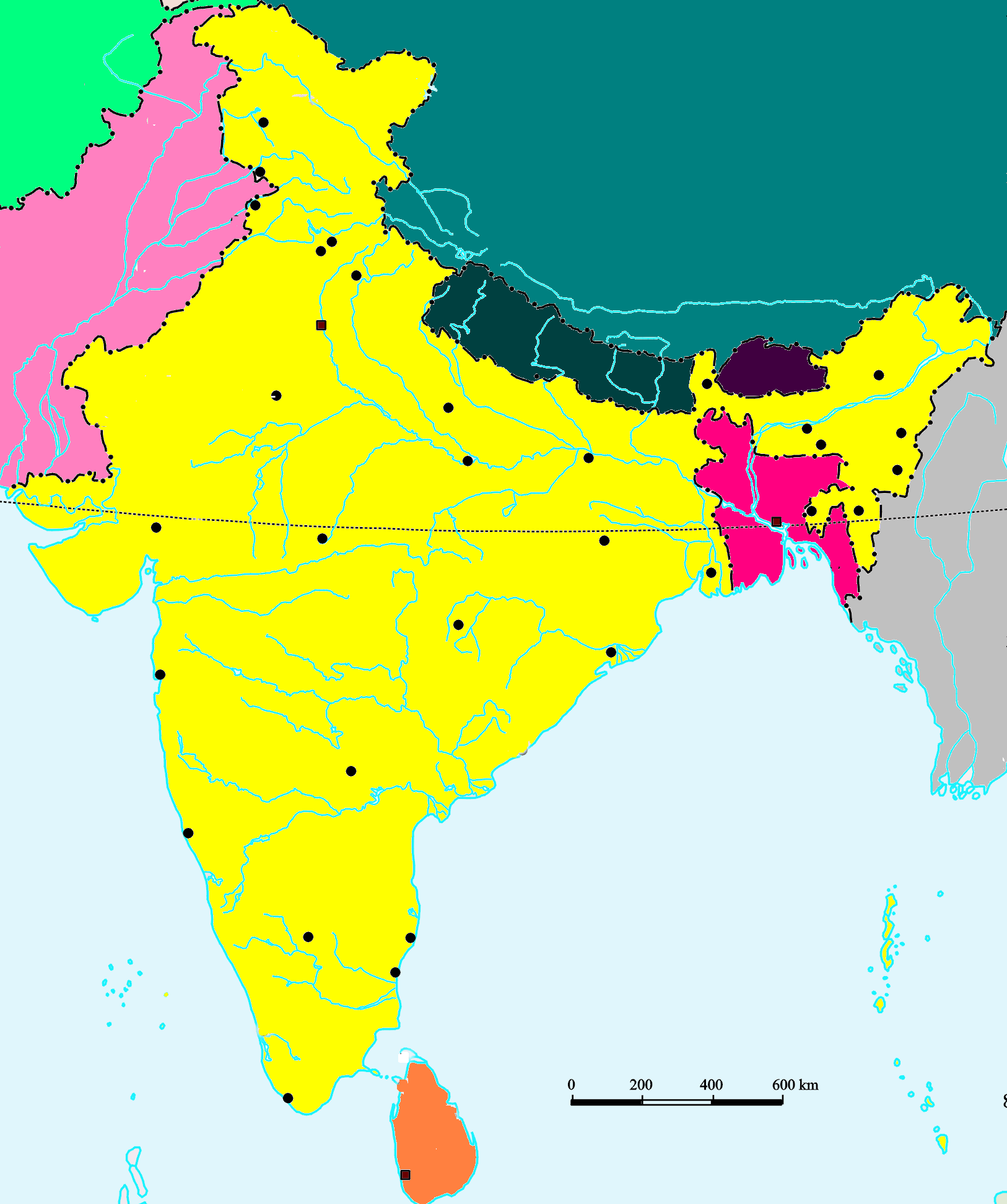
根據印度主要河流調查繪製的地圖。

- 流入孟加拉灣的：布拉馬普特拉河（於中國境內的稱為雅魯藏布江）、恆河、默哈訥迪河、戈達瓦里河、克里希納河、高韋里河等。
- 流入阿拉伯海的：印度河、訥爾默達河、達布蒂河等。

## 湖泊
印度的湖泊有普利卡特湖、戈萊魯湖、班公湖、吉爾卡湖、溫巴納德湖、桑珀爾鹽湖和普什卡湖。

## 濕地
印度是《拉姆薩公約》的簽署國，此公約是一項保護和永續利用濕地的國際條約。
該國迄2024年8月共有85個拉姆薩爾濕地。

## 供水和污水處理
儘管各級政府和社區長期持續努力提高水和污水處理（主要處理人類排泄物）設施的覆蓋率，但仍然不足。印度政府在2000年代於此的投資已有增加，但以國際標準來衡量仍然很低。但使用數量已有顯著增加。例如該國於1980年農村污水處理覆蓋率估計為1%，到2008年已增至21%。此外，擁有改善水源的印度人口比例也從1990年的72%大幅增加到2008年的88%。而同時負責經營及維護基礎設施的地方政府機構，因財力有限，導致工作難以為繼。據了解，印度沒有任何主要城市能提供持續穩定的供水。此外，估計仍有72%的印度人無法取得現代化的污水處理設施。
雖然印度有充足的平均降雨量，但仍有大片地區缺水/易發生乾旱。有很多地方的地下水水質不良。另一棘手問題是印度有90%的領土都依賴跨邦河流提供水源。由於水資源有限，各邦之間為爭奪水源而引發的衝突因此日漸增加。
印度已測試許過多改善供水和污水處理的創新方法，特別是在2000年代初期。這些方法包括自1999年以來在農村供水中採用的需求驅動方法、社區主導全面衛生設施（主力在處理露天排便問題）、改善卡納塔克邦城市供水連續性的公私合作，以及向婦女提供小額信貸以改善取水的機會。

## 水質問題
為滿足人類用水需求而過度攔截河水後，原本應該帶走鹽分的河水會滯留在河道中，導致流域內的鹽分濃度逐漸升高。此外，海水也會因水位下降而倒灌入河口，加速當地土壤鹽化過程。鹼性土壤中的水滲透性很差，會導致內澇問題。鹼土擴散後，迫使農民只能種植水稻或禾草，因為其他作物和種植園的生產力會大幅降低。由於其他作物在鹽鹼地的產量變差，棉花成為首選之一。印度東北部的各邦由於降水過多，土壤呈高酸性，也影響到農業生產力。將水資源豐沛與匱乏的河域進行聯通，不僅有利於維持河域的長期生態平衡，還能通過環境流量機制，將過剩的土壤鹽分排出，而改善水質，減輕人類活動對河流水文過程的干擾。此外，還應停止過度抽取地下水，和利用人工渠道增加使用地表水來恢復河流的基流，以能充分將鹽分排入海洋，並保護水質。

## 水糾紛
印度多條跨越邦界的河流，因降水量不均、人口增長及經濟發展等因素，導致水資源供需失衡，在高韋里河（參見高韋里河水糾紛}}）、克里希納河（參見克里希納河水爭端法庭）、戈達瓦里河（參見戈達瓦里河水爭端法庭）、瓦姆薩達拉河、曼杜比河、拉維河、訥爾默達河、達布蒂河、默哈訥迪河等邦際河流的水資源存有激烈的競爭。若能將水量充沛的河流（如布拉馬普特拉河、恆河支流）的部分水量調度至水資源匱乏地區，將有助於緩解各邦之間的水資源爭議，促進各區域有較為均衡的社會經濟發展。

## 水污染
根據世界衛生組織（WHO）的1992年資料，印度的3,119個城鎮中只有209個擁有部分的污水處理設施，只有8個擁有完整的污水處理設施。 有114個城市將未經處理的污水和部分火化的人類遺體直接排入恆河。而在下游的人們將此種未經處理的水用於飲用、沐浴和洗滌。
而在2014/15年財政年度，印度環境、森林和氣候變化部之下的中央污染控制委員會（CPCB）宣佈全國有816座污水處理廠，總處理容量為23,277百萬公升/天。環境、森林和氣候變化部長Shri Anil Madhav Dave於2016年11月公佈新的CPCB數據：全國共興建193座普通污水處理廠，總容量為1,474百萬公升/天。在包括坦米爾那都邦和西孟加拉邦在內的各個邦，共有920座污水處理廠，其中615座正在運作，80座沒運作，154座在興建中，71座在規劃階段。

### 恆河

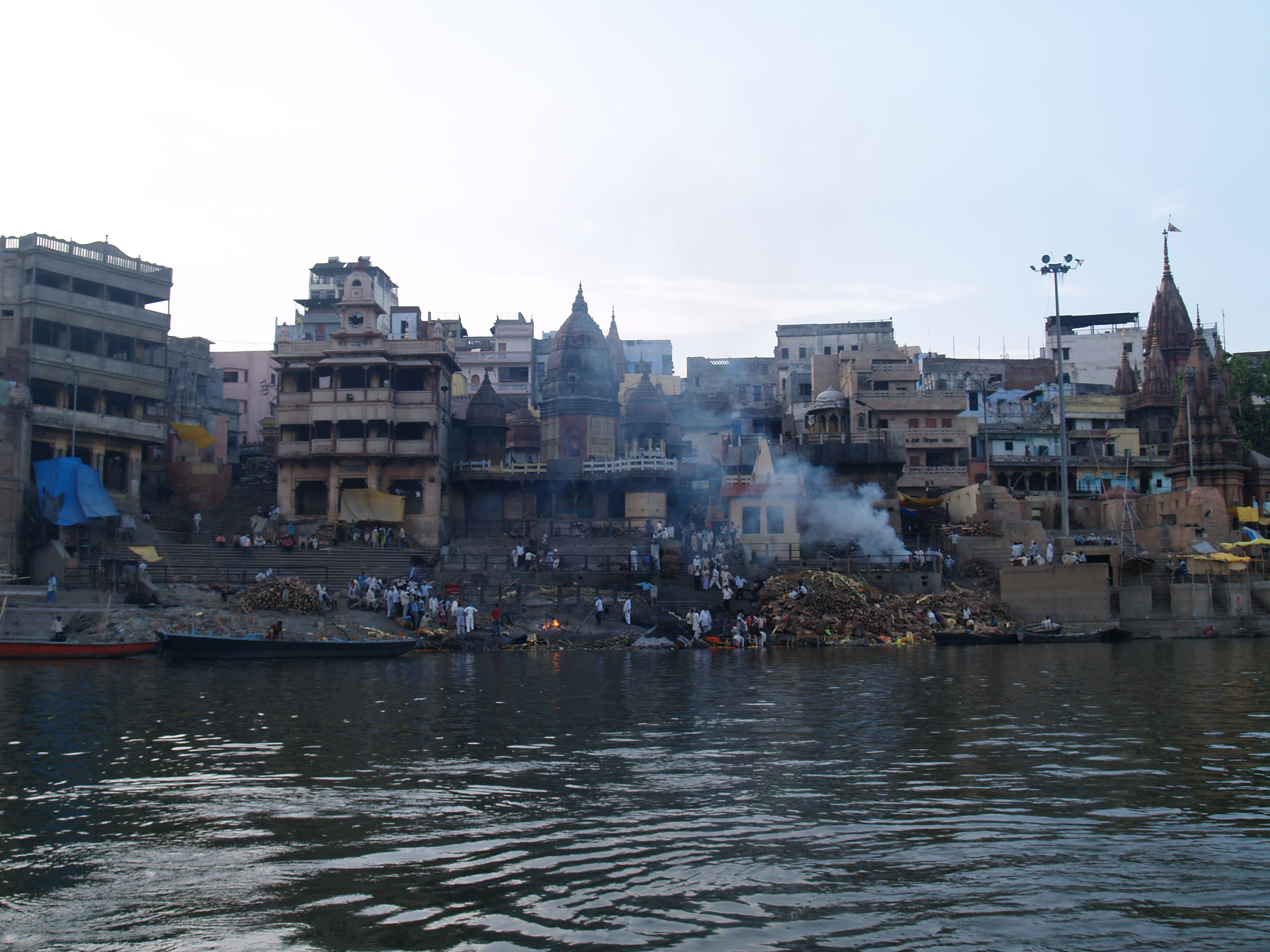
在瓦拉納西河岸階梯舉行的火葬。。

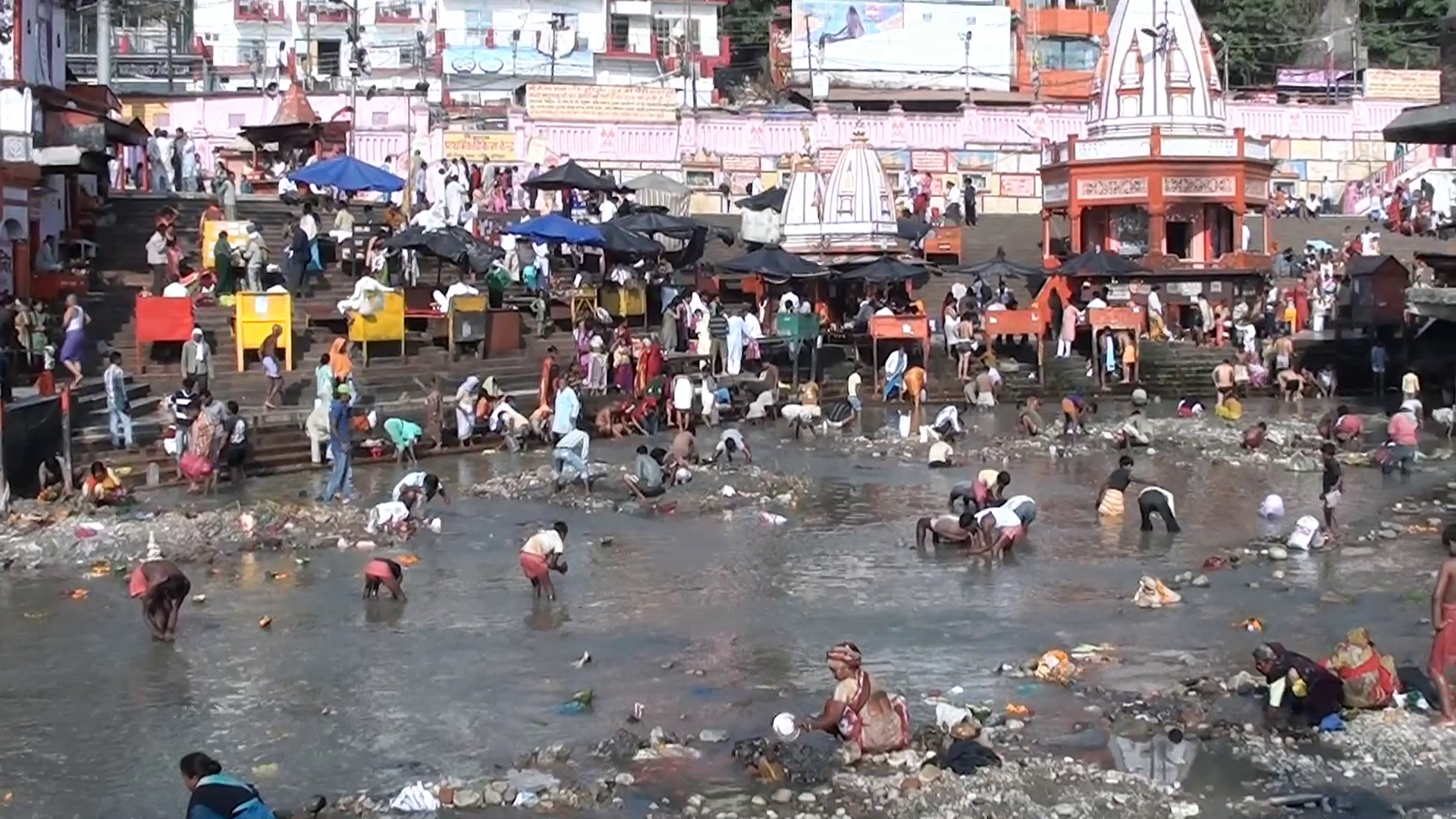
依據印度前總理拉吉夫·甘地倡導的恆河行動計畫（Ganga Action Plan），將恆河的人工渠道放水後進行清理。

恆河是印度次大陸的最大河流（跨越該國11個邦），這條持續受到污染的河流對於居住在流經之地的人類健康和環境構成重大威脅，而此河流為印度約40%的人口供水，並為近五億人提供服務，世界上無任何其他河流可與之比擬。
恆河受到嚴重的人類排泄物和工業污染，目前被認為是世界上污染最嚴重的河流之一。。其中超過600公里（370英里）的河段被歸類為生態死區。
在印度教節日期間，全國有超過7,000萬人會在恆河中沐浴，以淨化自己的過往罪業，而將如食物、垃圾和樹葉等遺留留在河中，加劇污染。
僅在北方邦印度教聖城瓦拉納西一地，每年就有約4萬具人類遺體被火化後拋入恆河。其中有許多貧窮家庭因無力購買足夠的木材，有不少遺體並未完全焚化就被送進河中。
納倫德拉·莫迪當選印度總理後，於2014年6月的政府預算中發佈祈求恆河淨化計畫。估計印度政府截至2016年已在清理恆河的工作上投入約300億印度盧比（4.6 億美元），但收效甚微。

### 亞穆納河
亞穆納河（恆河的一條支流）是印度少數的聖河之一，許多印度人將其視為女神而加以膜拜。然而由於遊客和朝聖者數量呈指數級增長，加上沿岸居民人口不斷增加，讓這條河流受到嚴重污染。印度政府經由日本政府協助，於1993年啟動亞穆納河行動計畫來解決這個問題。印度政府宣稱污染問題可在2020年前解決。

## 水安全
在印度，除布拉馬普特拉河主幹流外，該國各沿海的邦之間以及與尼泊爾、中國、巴基斯坦、不丹、孟加拉國等鄰國之間都存在水資源競爭問題。印度次大陸大片地區屬於熱帶氣候，氣溫高、陽光充沛，常年供水，可滿足耕地的高蒸散量。雖然整體水資源的數量看似足以滿足次大陸的整體需求，但在國內各邦和國家之間因水資源時空分佈不均勻而造成有待彌補的供水缺口。
所有大河流域都面臨嚴重的水資源短缺，在降水量極低的炎熱夏季，即使是人類、牲畜和野生動物所需的飲水也會缺乏。
水安全可與能源安全攜手達成，因為透過渠道、管線等將富餘水資源地區的水輸送到缺水地區，需用到電力。

## 有關印度水資源的維基百科條目
- 供水與污水處理歷史（英语：History of water supply and sanitation）
  - 印度社區雨水儲存池#類似水體（英语：Johad#Similar waterbodies）
  - 印度河谷文明污水處理系統（英语：Sanitation of the Indus Valley Civilisation）
  - 古吉拉特邦階梯井歷史（英语：History of stepwells in Gujarat）
  - 古羅馬污水處理（英语：Sanitation in ancient Rome）
  - 古波斯傳統水源（英语：Traditional water sources of Persian antiquity）

- 印度水資源
  - 印度水政策（英语：Indian water policy）
  - 印度水利灌溉
  - 印度河流依排水量排名列表（英语：List of rivers of India by discharge）
    - 印度水壩與水庫列表（英语：List of dams and reservoirs in India）
    - 印度河流互聯計畫（英语：Indian Rivers Inter-link）
    - 印度邦際河水糾紛法（英语：Interstate River Water Disputes Act）
    - 印度國家水道列表（英语：List of national waterways in India）
- 印度水資源短缺
  - 印度各邦按安全飲用水佔比排名（英语：List of Indian states and union territories by access to safe drinking water）
  - 印度社區雨水儲存池#類似水體（英语：Johad#Similar waterbodies）
  - 坎巴特灣開發計畫（英语：Kalpasar Project）

## 外部連結
- Cook-Anderson, Gretchen. . NASA. 2009-08-12  [2010-11-26]. （原始内容存档于2018-06-18）.
- Children's Eyes on Earth 2012 photography contest – in pictures Peaceful Co-existence Guardian 2012-10-09